# Coca-Cola Europacific Partners
Coca-Cola Europacific Partners plc (CCEP) ist der größte unabhängige Abfüller von Getränken der Coca-Cola Company. Das Unternehmen betreibt über 50 Abfüllanlagen in Westeuropa.

## Geschichte
Im August 2015 beschlossen die drei großen Coca-Cola-Abfüller in Europa, Coca-Cola Erfrischungsgetränke GmbH, Coca-Cola Enterprises und Coca-Cola Iberian Partners ihre Wirtschaftlichen Tätigkeiten zusammenzulegen. Der Zusammenschluss wurde bis zum 28. Mai 2016 umgesetzt. Der neue Getränkeriese Coca-Cola European Partners ist das weltweit größte unabhängige Coca-Cola-Abfüllunternehmen nach Nettoerlösen. Mit dem Börsengang am 31. Mai 2016 wurde die Fusion besiegelt. Seit diesem Datum werden die Aktien zunächst in Amsterdam, New York und London gehandelt. Am 2. Juni 2016 erfolgte der Börsengang in Spanien.
Im Jahr 2021 übernahm CCEP den australischen Abfüller Coca-Cola Amatil. Das zu Coca-Cola Europacific Partners fusionierte Unternehmen wird der weltgrößte Abfüller von Coca-Cola.

## Unternehmen

Die Länder, in denen Coca-Cola European Partners 2016 tätig war.

Das Unternehmen ist an der NASDAQ notiert und wird unter dem Kürzel CCEP gehandelt.
Coca-Cola European Partners ist Lizenznehmer in folgenden Staaten: Andorra, Belgien, Frankreich, Deutschland, Island, Luxemburg, Monaco, Niederlande, Norwegen, Portugal, Spanien, Schweden und Großbritannien. Die zuvor unabhängig voneinander operierenden Abfüller Coca-Cola Enterprises, Coca-Cola Iberian Partners und die deutsche Coca-Cola Erfrischungsgetränke kommen zusammen auf einen Nettoumsatz von elf Milliarden Euro. Laut dem Unternehmen waren durch die Fusion keine Arbeitsplätze gefährdet.

### Eigentumsverhältnisse
| Anteil | Unternehmen                |  |
| ------ | -------------------------- |  |
| 45 %   | Streubesitz                |  |
| 36 %   | Coca-Cola Iberian Partners |  |
| 19 %   | The Coca-Cola Company      |  |

Quelle:

## Vorgängerunternehmen

### Coca-Cola Enterprises (CCE)

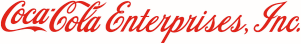
Logo von Coca-Cola Enterprises (CCE)

Coca-Cola Enterprises hat die Lizenzen für Belgien, Frankreich, Luxemburg, Monaco, die Niederlande, Norwegen, Schweden und Großbritannien. Coca-Cola Enterprises betreibt 17 Abfüllstandorte.

### Coca-Cola Iberian Partners (CCIP)

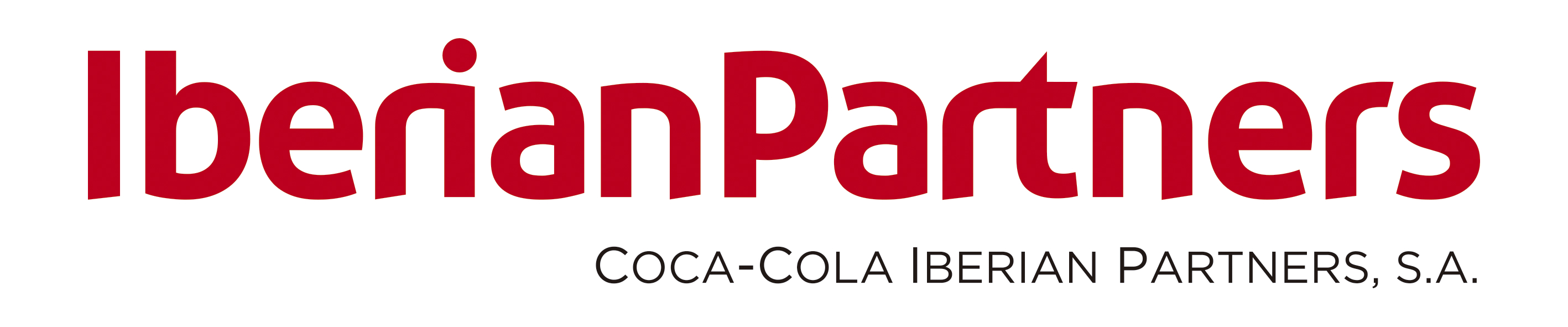
Logo von Coca-Cola Iberian Partners (CCIP)

Coca-Cola Iberian Partners ist der Abfüllpartner der Coca-Cola Company für Spanien, Portugal und Andorra. Coca-Cola Iberian Partners ist dabei verantwortlich für die Produktion, die Verpackung, den Vertrieb und die Betreuung der Kundenkanäle. Das Unternehmen beschäftigt 4380 Mitarbeiter, betreut 396.000 Kunden und erreicht mehr als 55 Millionen Verbraucher. Es vermarktet 17 Marken und 81 Produkte. Coca-Cola Iberian Partners umfasst acht Hersteller von Erfrischungsgetränken, einen Hersteller von Saftkonzentrat und sechs Mineralwasserbrunnen. Das Unternehmen unterhält 17 Abfüllanlagen für Softdrinks, eine für Saft und sechs Mineralwasserquellen.

### Coca-Cola Amatil
siehe Coca-Cola Amatil

### Coca-Cola Erfrischungsgetränke GmbH (CCEG)

Coca-Cola Deutschland

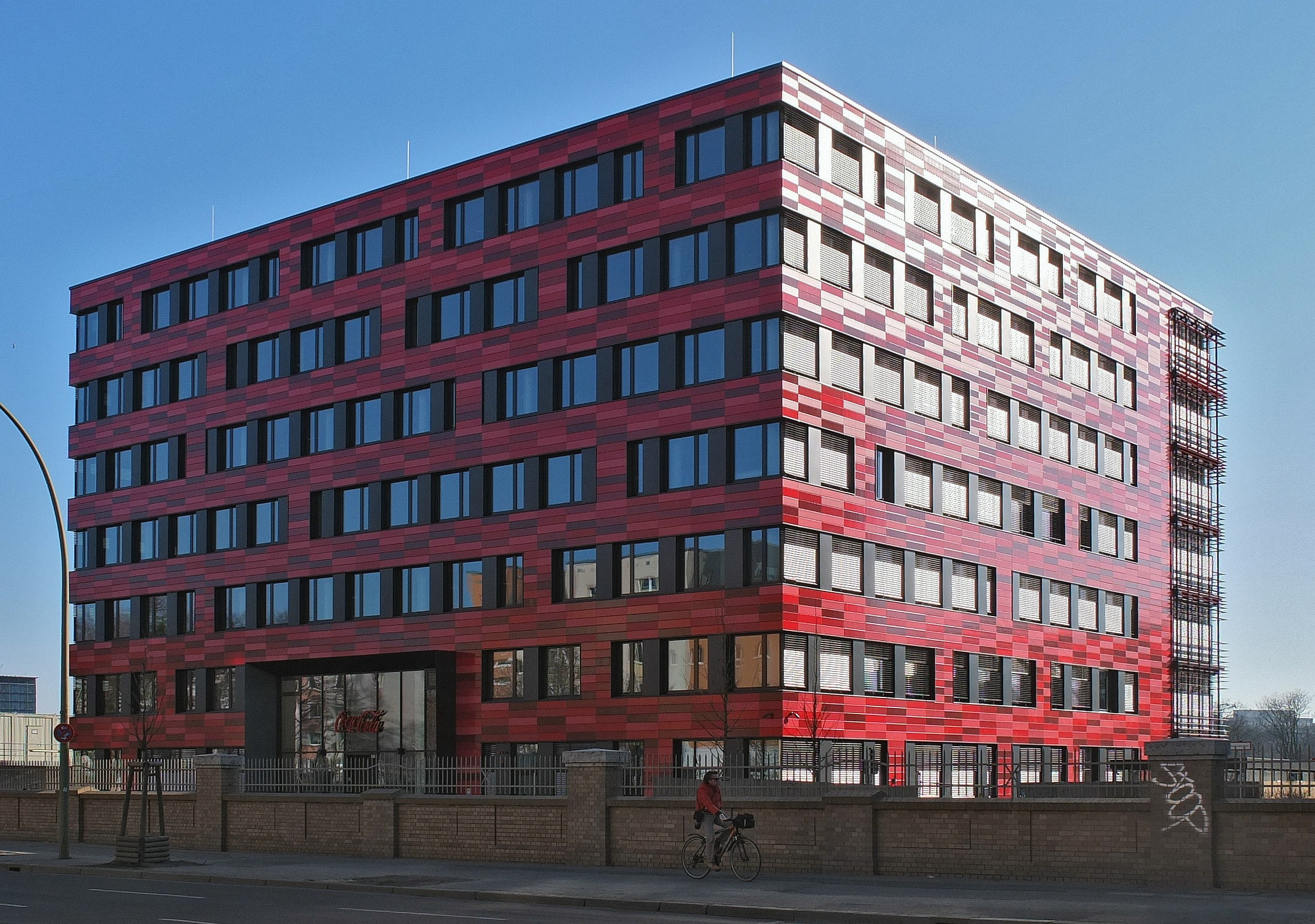
Deutschlandzentrale an der Stralauer Allee in Berlin

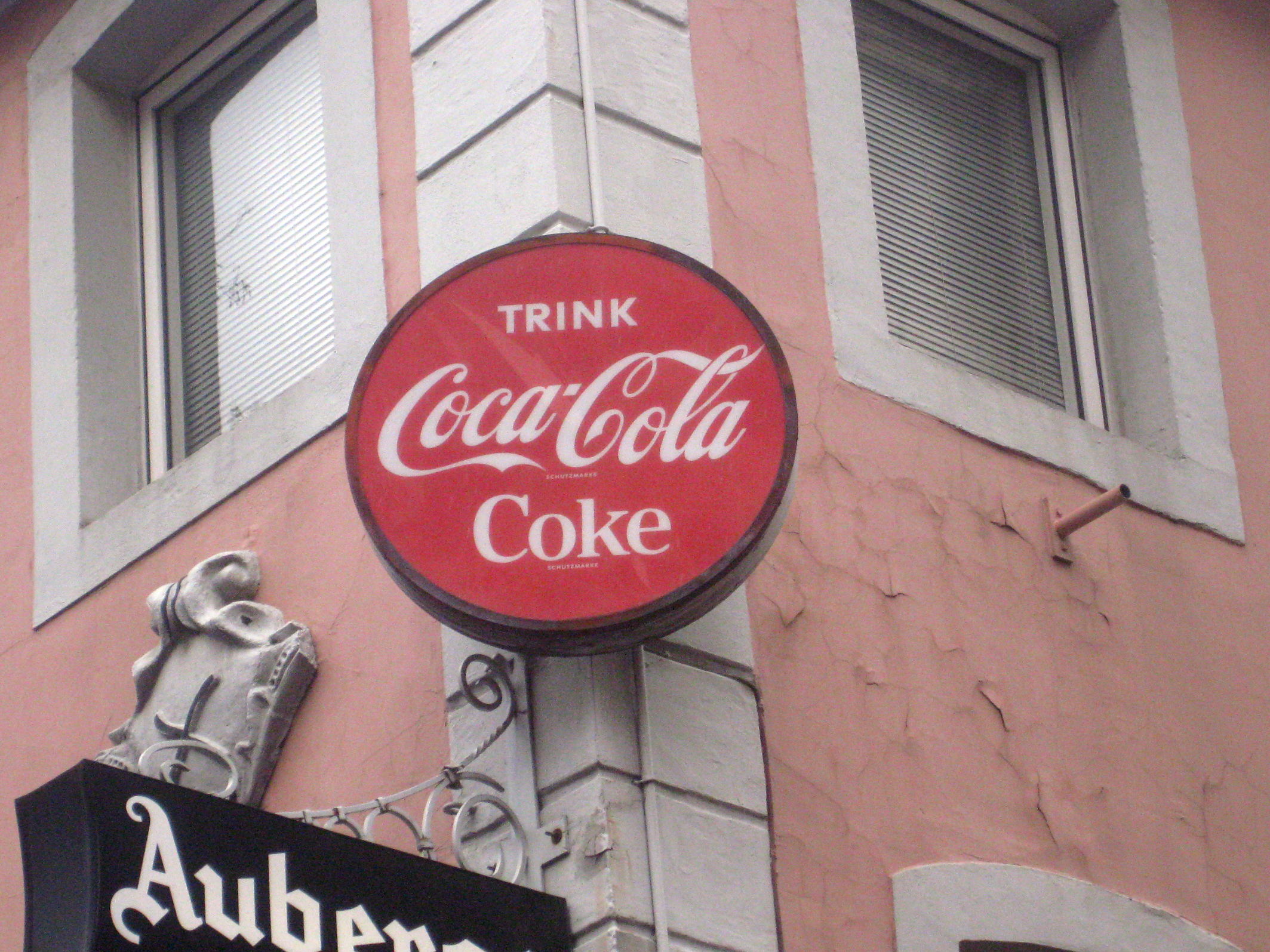
Ältere Coca-Cola-Leuchtreklame in Düsseldorf, 2010 noch im Einsatz

Abfüllung und Vertrieb diverser Getränke unterliegen in Deutschland hingegen – dem Coca-Cola-Konzessionärssystem folgend – der Coca-Cola Europacific Partners Deutschland als alleinigem Konzessionär. Vor dem Zusammenschluss hielt die Coca-Cola Company 100 % an der Coca-Cola Erfrischungsgetränke. Die anderen Abfüller von Coca-Cola-Getränken agieren weitgehend unabhängig und werden vom Hersteller nur mit Konzentraten beliefert. Die Fusion wurde im Sommer 2015 angekündigt und im Mai 2016 vollzogen. In Deutschland werden 8.750 Mitarbeiter beschäftigt und 17 Abfüllstandorte betrieben (Stand: 2017). Neben den Standorten zur Abfüllung von Produkten der Coca-Cola Company werden auch die Mineralbrunnen von Apollinaris, ViO und Sodenthaler betrieben. Die Urbacher Mineralquellen wurden zum 1. Juli 2017 geschlossen. Im Oktober 2020 gab Coca-Cola bekannt 485 seiner Stellen in Deutschland abzubauen. Davon betroffen ist die Wassermarke Appolinaris, mit welchem ab 2021 nur noch die Gastronomie beliefert werden soll; der Einzelhandelsverkauf soll eingestellt werden. 80 der ca. 320 Stellen im Apollinaris-Werk in Bad Neuenahr sollen gestrichen werden.
Coca-Cola Erfrischungsgetränke, das inzwischen als Coca-Cola Europacific Partners Deutschland GmbH (CCEP) firmiert, ist mit einem Absatzvolumen von 3,9 Milliarden Litern (2016) das größte deutsche Getränkeunternehmen. Als Konzessionär der Coca-Cola Company aus Atlanta ist sie für die Abfüllung sowie den Verkauf und Vertrieb von Coca-Cola-Produkten in Deutschland verantwortlich. Die CCEAG betreut 400.000 Handels- und Gastronomiekunden und beschäftigt rund 9500 Mitarbeiter. Die Abfüllung der Getränke erfolgt vor Ort in über 20 Produktionsbetrieben.
Coca-Cola ist in 15 der 16 Länder der Bundesrepublik das meistverkaufte Cola-Getränk, so wie in fast jeder Region der Erde. Eine der wenigen Ausnahmen bildet Thüringen, wo Vita Cola Marktführer bei Colas ist.
Die Coca-Cola GmbH hingehen ist ein deutsches Tochterunternehmen der Coca-Cola Company in Atlanta und nicht Teil von Coca-Cola Europacific Partners. Es ist für die Gesamtstrategie, die Wachstumsplanung und die Markenführung in Europa verantwortlich.

#### Geschichte
Am 8. April 1929 wurde durch die Essener Vertriebsgesellschaft für Naturgetränke in Essen die erste Coca-Cola-Flasche in Deutschland abgefüllt. Im ersten Jahr wurden 5.840 Kisten verkauft. 1930 wurde die Coca-Cola GmbH gegründet, die unter der Leitung von Max Keith die Essener Vertriebsgesellschaft für Naturgetränke ablöste. Bereits 1933 wurden in Deutschland mehr als 100.000 Kisten verkauft. 1934 gab es schon über 120 Konzessionäre, und eine Abfüllanlage in Frankfurt am Main wurde gebaut. Der endgültige Durchbruch für Coca-Cola kam mit den Olympischen Spielen 1936 in Berlin. Der Durchbruch in Deutschland ist eng mit Max Schmeling verbunden. Der Boxweltmeister wurde nach seiner Sportkarriere 1957 Konzessionär und prominentes Aushängeschild der Marke in Deutschland.
Keith war selbst kein Mitglied der NSDAP, aber den damaligen deutschen Machthabern wohlgesinnt. 1936 reiste ein Konkurrent von ihm, Karl Flach von Afri-Cola, in die USA, um Abfüllanlagen zu besichtigen und stahl ein paar Kronkorken mit der Aufschrift „koscher“. Daraufhin wurde Coca-Cola in Deutschland als „jüdisch-amerikanisches Unternehmen unter der Leitung von Harold Hirsch“, der damals im Aufsichtsrat saß, denunziert. Keith bat Woodruff, Hirsch aus dem Aufsichtsrat zu entfernen. Dieser weigerte sich jedoch und soll gesagt haben: „Meine Politik heißt Coca-Cola“. Keith brach daraufhin mit dem deutschen Regime; dem Erfolg von Coca-Cola konnte dies jedoch keinen Abbruch tun. Selbst als der Zweite Weltkrieg schon ausgebrochen war, lief das Geschäft in Deutschland mit Coca-Cola weiter. Allerdings wurde es für die deutsche Tochtergesellschaft der Coca-Cola Company immer schwieriger, Rohstoffe zu beschaffen. Deshalb erfand sie 1940 ein neues Erfrischungsgetränk: Fanta (abgeleitet von Fantasie). Fanta (zunächst auf Molkebasis hergestellt) sicherte den Bestand der Coca-Cola GmbH, als 1942 die Produktion von Coca-Cola vorerst eingestellt werden musste.
1949 wurde die Coca-Cola-Produktion in der Bundesrepublik wieder aufgenommen. Auch in den Coca-Cola-Produktionsstätten, die nach dem Krieg in der DDR lagen, wurden wieder Erfrischungsgetränke produziert, die noch bis in die 1970er Jahre als Hersteller die „Coca-Cola GmbH in Verwaltung“ auf dem Etikett auswiesen.
Fanta blieb beliebt, zwischenzeitlich allerdings nicht mehr milchhaltig, sondern als Orangen-Limonade. In den Folgejahren wurde die Marke Fanta international bekannt. 1962 wurde mit Fanta Klare Zitrone eine neue Sorte eingeführt, die ab 1968 unter dem Namen Sprite ebenfalls international bekannt wurde.
Im Juli 2003 verlegte die Coca-Cola GmbH ihren Hauptsitz von Essen nach Berlin, um dort unter einem Dach mit der CCEAG, dem damals größten Coca-Cola-Konzessionär, noch wirtschaftlicher zusammenarbeiten zu können.
Nachdem die Abfüllung, Verkauf und Vertrieb in Deutschland zunächst auf verschiedene Lizenznehmer aufgeteilt waren, gibt es seit September 2007 nur noch einen großen Abfüller: die CCEAG, die im Gegensatz zu den Abfüllern der meisten anderen Länder direkt zum Coca-Cola-Konzern gehört.
2013 wurden 3,8 Milliarden Liter alkoholfreie Getränke durch Coca-Cola in Deutschland abgesetzt. Seit 25. März 2013 hat das Unternehmen seine Zentrale an der Stralauer Allee in Berlin-Friedrichshain; zuvor war es knapp 10 Jahre lang in der Friedrichstraße in Berlin-Mitte ansässig.
2016 wurde aus der Coca-Cola Erfrischungsgetränke AG (CCEAG) die Coca-Cola Erfrischungsgetränke GmbH (CCEG). Diese erschuf im Mai 2016 mit Coca-Cola Enterprises und Coca-Cola Iberian Partners die Dachorganisation Coca-Cola European Partners (CCEP), den größten unabhängigen Abfüller von Coca-Cola, und wurde noch im August 2016 umfirmiert in Coca-Cola European Partners Deutschland GmbH.
2021 übernahm CCEP die Coca-Cola Amatil Limited (CCL) und firmierte in Coca-Cola Europacific Partners um.